# Wolfenstein (gra komputerowa 2009)
Wolfenstein – gra komputerowa z gatunku strzelanek pierwszoosobowych opracowana przez Raven Software we współpracy z id Software i wydana przez Activision Blizzard w 2009 roku. Jest kontynuacją Return to Castle Wolfenstein.

## Fabuła
Akcja gry toczy się w roku 1943. Gracz ponownie wciela się w postać B.J. Blazkowicza (bohatera gier Wolfenstein 3D i Return to Castle Wolfenstein) i walczy z nazistami w czasie trwania II wojny światowej. Zadaniem Blazkowicza jest powstrzymanie nazistów, na czele z Heinrichem Himmlerem, przed wprowadzeniem w życie ich planu, związanego z „Czarnym Słońcem” (ang. Black Sun). Czarne Słońce jest źródłem energii, które ma pomóc III Rzeszy w osiągnięciu całkowitej dominacji nad światem. Z energii Czarnego Słońca bohater korzysta przez większą część gry. Pozwala ona na przechodzenie do równoległego świata, w którym otwierają się ukryte normalnie przejścia i w którym można skuteczniej pokonywać przeciwników.

## Rozgrywka
Tryb rozgrywki wieloosobowej oparty jest na zmodyfikowanym silniku gry Enemy Territory: Quake Wars, jakkolwiek oba tryby rozgrywki, zarówno dla jednego jak i wielu graczy, oparto na silniku id Tech 4.